# Hämeler Wald und Sohrwiesen
Hämeler Wald und Sohrwiesen ist der Name eines in den Städten Lehrte und Sehnde in der niedersächsischen Region Hannover gelegenen Naturschutzgebietes.
Es ist identisch mit dem bereits 2004 ausgewiesenen FFH-Gebiet „Hämeler Wald“.

## Geographie
Das Naturschutzgebiet liegt im Gebiet des Lehrter Stadtteils Hämelerwald und der Sehnder Stadtteile Dolgen und Haimar. Der Südrand grenzt an den Landkreis Peine.
Die in West-Ost-Richtung verlaufende Bundesautobahn 2 und die Schnellfahrstrecke Hannover–Berlin zerteilen das Naturschutzgebiet in drei Teilgebiete.
Bis zur Verordnung des Naturschutzgebiets war seine Fläche Teil des Landschaftsschutzgebiets Hämelerwald.
Das Naturschutzgebiet Hämeler Wald und Sohrwiesen liegt in der naturräumlichen Einheit „Lehrter Geest“ in der naturräumlichen Haupteinheit „Weser-Aller-Flachland“.

## Beschreibung
Das Naturschutzgebiet umfasst im Wesentlichen den von naturnahen Laubwäldern geprägten Hämeler Wald. Den südwestlichen Teil bildet der Feuchtwiesenkomplex der Sohrwiesen.
Der Laubwald ist eines der größten Laubwaldgebiete im Weser-Aller-Flachland. Der Standort wurde soweit bekannt nie als Acker oder Weideland genutzt. Er weist daher naturnahe Waldbodenstrukturen auf. Es gibt bedeutende Bestände genetisch diversifizierter gebietsheimischer Gehölze. Diese haben eine besondere Bedeutung zur Erhaltung der zwischen- wie innerartlichen biologischen Vielfalt.
Größe und Lage machen das Naturschutzgebiet zur national bedeutenden Kernfläche für den Biotopverbund. Es dient damit auch dem genetischen Austausch und der Stabilisierung der Populationen wildlebender Tiere.

### Nördliches Teilgebiet
Im 167 ha großen Teilgebiet nördlich der Bundesautobahn 2 gibt es großflächige Aufforstungen mit einem hohen Anteil an Nadelgehölzen. Dazwischen gibt es auch naturnah ausgeprägte Eichen- und Hainbuchenmischwälder feuchter, basenarmer Standorte sowie einzelne Vorkommen von Buchenwäldern.

### Mittleres Teilgebiet
Im 254 ha großen Teilgebiet zwischen Bundesautobahn und Schnellfahrstrecke dominieren als naturnahe Waldgesellschaften Eichen- und Hainbuchenmischwälder in feuchten oder nassen Ausprägungen. Im zentralen Bereich gibt es einen größeren Eichenmischwaldbestand auf armen, feuchten Sandboden. Buchenwälder kommen nur relativ selten vor.
Zusätzlich gibt es auch in diesem Teilgebiet Laub- und Nadelforste sowie jüngere Aufforstungen.

### Südliches Teilgebiet
Im 611 ha großen Teilgebiet südlich der Schnellfahrstrecke gibt es neben den Sohrwiesen im Südwesten vielfältige naturnahe Laubwaldgesellschaften. Im Zentrum des Bereichs dominieren Buchenwälder verschiedener Ausprägung. Nahezu ringförmig darum gibt es Eichen- und Hainbuchenmischwälder. Entlang der von Ost nach West fließenden Riede stehen Bruchwälder bzw. Erlen- und Eschenwälder.
Auch in diesem Teilgebiet gibt es eingestreut naturferne Nadelforste und Laubaufforstungen.

### Sohrwiesen

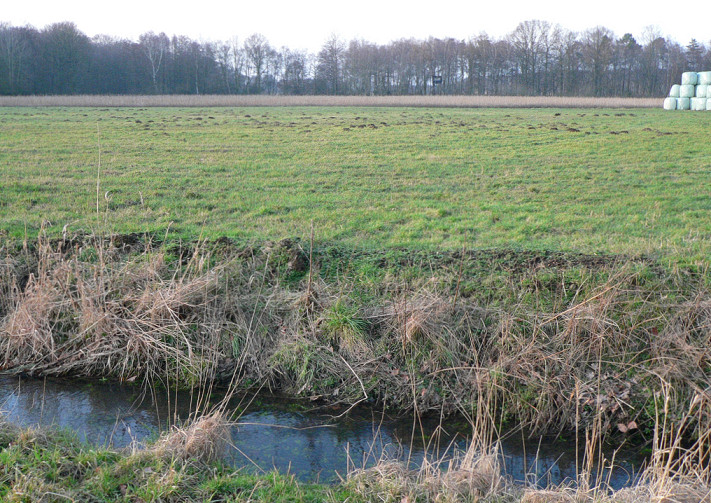
Sohrwiesen

Im Bereich Sohrwiesen im Südwesten des Südlichen Teilgebiets gibt es einen Wechsel von Grünland und Waldbeständen, in die Verlandungsbereiche nährstoffreicher Stillgewässer und Röhrichtbestände eingestreut sind.
Die Grünlandbereiche werden überwiegend als Mähwiesen bewirtschaftet, teilweise auch extensiv beweidet.
Naturschutzfachlich hervorzuheben sind sehr wertvolle, artenreiche Pfeifengraswiesen.
Die einzelnen naturnahen nährstoffreichen Stillgewässer haben eine hohe Bedeutung für Amphibien wie den Kammmolch und den Laubfrosch.

## Geschützte Arten
Im Naturschutzgebiet gibt es eine Vielzahl geschützter Tier- und Pflanzenarten.
Darunter sind Orchideenarten wie Zweiblättrige Waldhyazinthe, Fuchs’ Knabenkraut, Großes Zweiblatt, Färber-Scharte, Gewöhnliche Wiesensilge, Sibirische Schwertlilie und Heilziest.
Die Waldgebiete sind Lebensraum streng geschützter Fledermausarten wie Großes Mausohr, Großer Abendsegler und Breitflügelfledermaus.
Es gibt Vorkommen von Rotmilan, Wespenbussard, Hohltaube, Pirol, Schwarzspecht und Grünspecht.
In extensiv genutzten Bereichen der Sohrwiesen brüten unter anderem Kiebitz, Feldlerche und Neuntöter.